# Stora Victoriaöknen

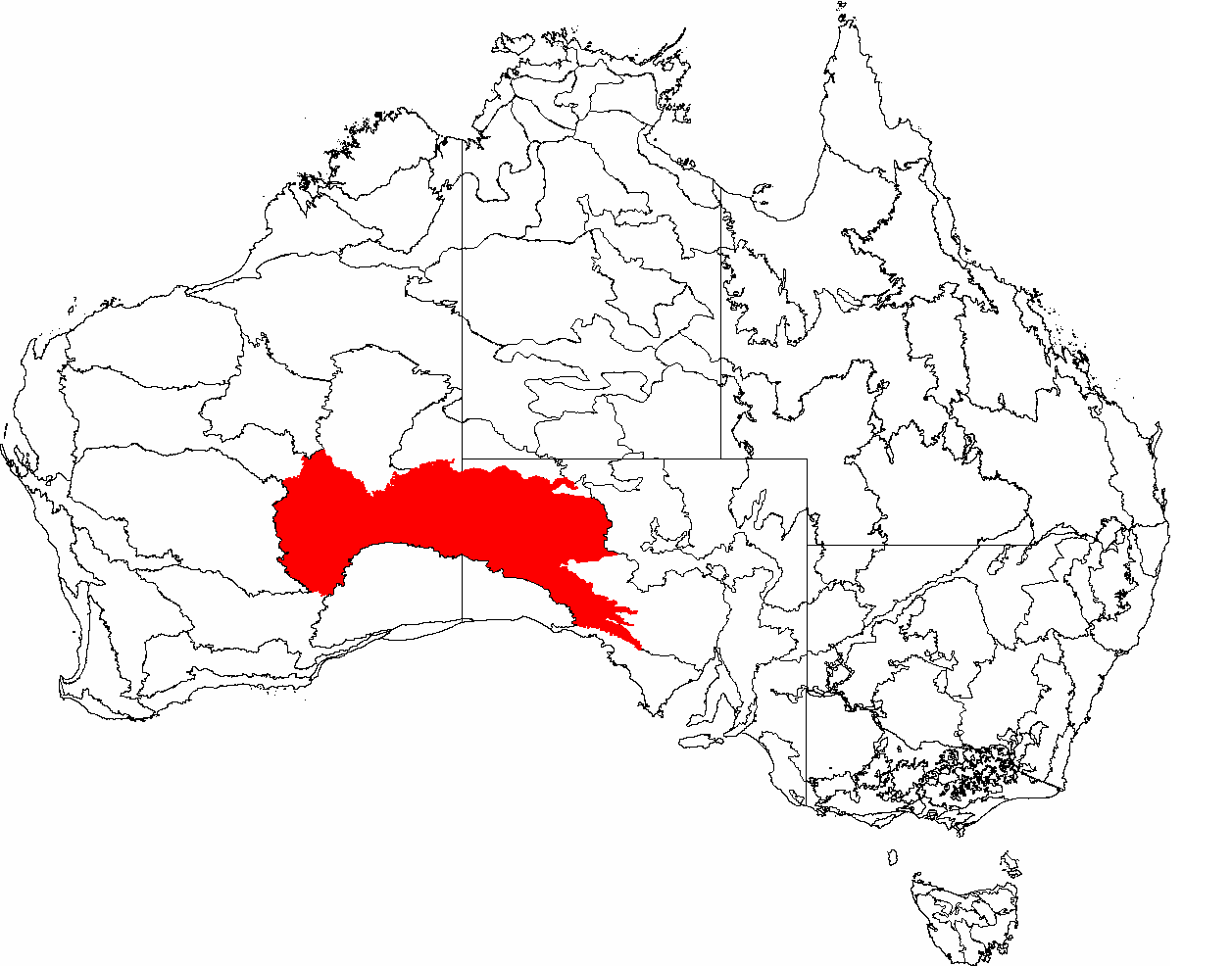
Stora Victoriaöknen i rött

Stora Victoriaöknen (engelska: Great Victoria Desert) är en öken i södra Australien. Den ligger i delstaterna South Australia och Western Australia, och med en yta på 424 400 km² är den Australiens största öken.
Öknen består av många små sandåsar, områden täckta med tätt packad småsten, grässlätter och saltsjöar. Den sträcker sig runt 1000 kilometer från öst till väst och från Gawler Ranges i Södra Australien till Eastern Goldfields-regionen i Västra Australien. Den avgränsas i söder av Nullarbor Plain och i norr av Gibsonöknen. 
Nederbörd i öknen är sällsynt och oregelbunden och genomsnittlig årsnederbörd ligger mellan 200 och 250 mm. Åska är relativt vanligt i Victoriaöknen med 15–20 åsknedslag per år i snitt. Sommartemperaturerna ligger mellan 32 och 40°C och vintertemperaturerna ligger mellan 18 och 23°C.
Den brittiska upptäcktsresanden Ernest Giles var år 1875 den första europé att korsa öknen. Han döpte den efter den dåvarande brittiska monarken, drottning Victoria.
Mänsklig aktivitet i öknen bestod av gruvbrytning och testning av kärnvapen. Öknen är mestadels obefolkad, och majoriteten av de få som bor i området är Australiens ursprungsbefolkning. Victoriaöknen korsas av några mycket grova grusvägar som Connie Sue Highway och Anne Beadell Highway.

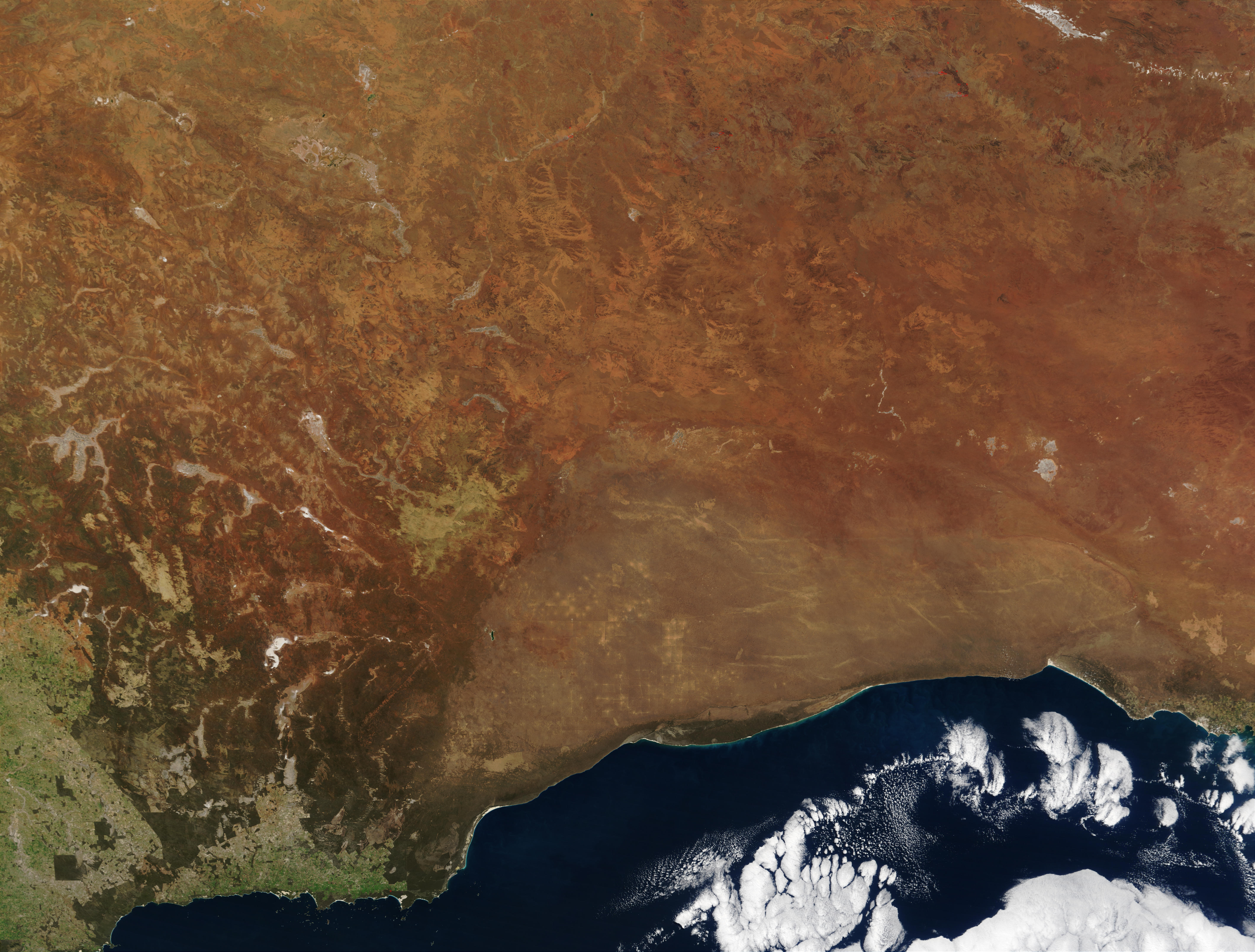
Bild från NASA, där den mer rödaktiga Stora Victoriaöknen ses i mitten av bilden, strax norr om Nullarborslätten, det ljusare halvcirkelformade området vid kusten.